# Potočani (Vukosavlje)
Potočani (szerbül: Поточани), település Bosznia-Hercegovinában, Vukosavlje községben, a Szerb Köztársaság északi régiójában. Potočani településnek a Szerb Köztársasághoz került része.

## Fekvése
A település Bosznia-Hercegovina északi részén, Dobojtól légvonalban 34, közúton 54 km-re északkeletre, községközpontjától légvonalban 5, közúton 8 km-re északra, a Vučjak-hegység keleti lejtőin, és a Szávamenti-síkságon, 100-250 méteres magasságban fekszik.

## Népessége
| Nemzetiségi csoport | Népesség 1991 | Népesség 2013 |
| ------------------- | ------------- | ------------- |
| Szerb               | 176           | 4             |
| Bosnyák             | 0             | 2             |
| Horvát              | 2029          | 180           |
| Jugoszláv           | 12            | 0             |
| Egyéb               | 33            | 2             |
| Összesen            | 2250          | 188           |

## Története
Marijan Bogdanović püspök 1768-as feljegyzésében a Podvučijak plébániához tartozó Potočaniban 19 katolikus ház és 139 katolikus élt, akik közül 88 felnőtt és 51 gyermek volt. Augustin Miletić püspök 1813-as feljegyzése szerint a Podvučijak (vučiakaljai) plébániához tartozó Potočaninak 20 katolikus háza és 166 katolikus lakosa volt, ebből 96 felnőtt és 70 gyermek. Potočaniban először 1855-ben helyi lelkészi szolgálatot hoztak létre, melynek székhelye 1858-ban plébániává vált. Az új plébániához ekkor tartoztak a mai Svilaj és Pećnik közösségek, valamint Odžak és Brusnica plébániák egyes részei. Mivel Potočaniban nem volt templom, 1858 és 1862 között egy nagyobb plébániaházat építettek, amelynek földszintjét istentiszteletre használták. 1868-ban a ferencesek általános iskolát alapítottak Potočaniban, amelyet 1869-ben építettek fel. Az osztrák-magyar kormány megérkezése után állami iskolát hoztak létre ott. 1880-ban megkezdődött egy kőtemplom építése, amely 1883-ig folytatódott, de a rossz kivitelezés miatt néhány év után romossá vált, ezért 1891-ben bezárták. 1896/1897-ben teljesen felújították. és 1975-ig volt használatban, amikor D. Antolković tervei alapján új templomot építettek.
A település 1878-ig tartozott az Oszmán Birodalomhoz. Ekkor a berlini kongresszus határozata alapján az Osztrák-Magyar Monarchia része lett. 1879-ben az első osztrák-magyar népszámlálás során a Derventi járáshoz és Odžak községhez tartozó településnek, 110 háztartása, 675 római katolikus és 38 ortodox lakosa volt. 1910-ben az Odžaki járáshoz tartozó településen 209 háztartást, 1167 római katolikus, 89 ortodox és 2 muszlim lakost találtak. A monarchia szétesésével 1918-ban előbb a Szerb-Horvát-Szlovén Királyság, majd 1929-től a Jugoszláv Királyság része lett. 1921-ben a Gradačaci járáshoz tartozó településnek 524 lakosa volt, közülük 358 római katolikus, 111 ortodox és 55 muszlim voltak. Az 1929-es törvény értelmében, amikor Bosznia-Hercegovinát négy banovinára, Drinskára, Vrbaskára, Zetskára és Primorskára osztották, a település a Vrbaska banovina (Orbászi Bánság) része lett, amelynek székhelye Banja Luka volt. 1939-ben a közigazgatás átszervezésével a Hrvatska banovina (Horvát Bánság) része lett. 
A második világháborúban Jugoszlávia megszállása után a Független Horvát Állam (NDH) része lett. A második világháború után 1992-ig a település a szocialta Jugoszlávia keretében a Bosznia-Hercegovinai Népköztársaság része volt. A boszniai háború idején itt zajlott az 1992-es „Koridor” hadművelet, amikor a szerb hadsereg fizikailag összekapcsolta a szerb haderő keleti és nyugati részét. A hadművelet során csak a szerb oldalon a Boszniai Szerb Hadsereg (VRS) Vučijak Brigádjának 142 tagja és a Jugoszláv Néphadsereg (JNA) 47 katonája esett el, megteemtették az összeköttetést a Boszniai Szerb Köztársaság keleti és nyugati része között. A boszniai háborút lezáró daytoni békeszerződés rendelkezése alapján az ország területét felosztották a Bosznia-hercegovinai Föderáció és a boszniai Szerb Köztársaság között. A békeszerződés utáni területmegosztási megállapodás értelmében Potočani településnek a nyugati része a Boszniai Szerb Köztársasághoz került, míg a keleti rész a Föderációhoz tartozó Odžak község terülténél maradt. 
Az utolsó, 1991-es hivatalos népszámlálás szerint Odžak községnek 30 056 lakosa volt, akik 14 településen éltek. A daytoni megállapodás aláírása után Odžak község legnagyobb része a Bosznia-Hercegovinai Föderáció részévé vált. A háború előtti Odžak község lakott települései közül azonban Gnionica, Jošavica és Srnava, valamint Odžak, Potočani és Vrbovac települések részei a Boszniai Szerb Köztársaság részévé váltak. Ugyancsak a községhez csatolták a korábban Modriča községhez tartozó Jakeš, Pećnik és Modrički Lug településeket. A daytoni megállapodás és az Odžakból történt szerb kivonulás után Jakeš egy részét Vukosavljére, a szerb hatóságok pedig Pećniket Vidikovacra, Modrički Lugot pedig Brezikre nevezték át. Az újonnan létrehozott község területét a háború előtt túlnyomórészt horvátok lakta, 43%-uk (3440) horvát, 35%-uk (2861) muszlim (a korábban Modriča részét képező falvakban), 16%-uk (1332) szerb, a lakosság többi részét pedig jugoszlávok és mások alkották.

## Nevezetességei
Szent Márk evangélista tiszteletére szentelt római katolikus plébániatemploma 1974/75-ben épült. Az 1980-as évek első felében ezt a templomot művészileg gyönyörűen díszítették. A Páduai Szent Antal mozaik oltárképét (muranói üveg) Josip Bifel festő készítette. A keresztút állomásait, szintén mozaikból (természetes kő), Đuro Seder festő készítette. Az oltárt Zdenko Grgić szobrászművész tervei alapján készítették. Az utolsó háborúban, 1992-ben kiűzték a híveket, a templom súlyosan megrongálódott, a tornyot lerombolták, és amikor az leomlott, a sekrestye, a plébániahivatal és a ház és a templom közötti tornác teljesen megsemmisült. A templomban leégett az orgona, a faoltár, a szószék és a padok. Az oltárkép több helyen is megsérült. A templom azonban a beton és a betonacél túlzott használata miatt rejtély volt a "szakértők" számára a robbanóanyagok miatt, ezért "csak" a tornyot rombolták le, a templom lerombolásával nem mertek próbálkozni. Sajnos felgyújtották, és mivel régen szokás volt a templomokat lambériával borítani, bőven maradt éghető tárgy. Szerencsére sikerült helyreállítani a keresztutat és az oltár feletti mozaikot. A daytoni megállapodással Potočani lakosságának nagy részét Bosznia-Hercegovina Föderációjához csatolták, a templom felújítása pedig 1996 júniusában kezdődött, és több évig tartott. A belső dekoráció Ante Kajinić tervei alapján készült, aki 2001-ben a templom teljes mennyezetét kifestette. A templom nyolc ólomüveg ablaka is az ő tervei szerint készült. 2002-ben két bejárati ajtót készítettek és szereltek fel Zdenko Grgić tervei alapján. Rajtuk a Szentlélek galamb képében látható. A plébánia a következő településekből áll: Potočani, Brezik, Duge Njive, Drenovac, Jošava, Lipik, Novi Grad, Srnava és Vrbovac. A templom ma Potočani népesebb részével együtt a Bosznia-hercegovinai Föderáció és Odžak község területére esik.